# Chou Tzu-yu
Dans ce nom chinois, le nom de famille, Chou, précède le nom personnel.
Chou Tzu-yu (chinois : 周子瑜, coréen : 저우쯔위), plus connue sous le mononyme Tzuyu (coréen : 쯔위, prononcé [t͈sɯ.ɥi]), est une chanteuse et danseuse taïwanaise née le 14 juin 1999 à Tainan. Elle est plus connue pour faire partie du girl group sud-coréen Twice dont elle est la membre la plus jeune.

## Biographie
Chou Tzu-yu est née dans la ville de Tainan à Taïwan le 14 juin 1999 de parents entrepreneurs autodidactes. En 2012, elle a été repérée par des découvreurs de talents aux MUSE Performing Arts Workshop à Tainan, et a voyagé pour la Corée du Sud dans la même année pour devenir stagiaire.
Après plus de deux ans de formation, en 2015, elle est participe à l'émission de survie Sixteen, organisée par JYP Entertainment en collaboration avec Mnet, au cours de laquelle elle sera choisie comme l'une des neuf membres du nouveau girl group Twice. Le groupe a fait ses débuts en octobre 2015.
En 2019, elle devient diplômée du lycée Hanlim Multi Art à Séoul tout comme sa partenaires de groupe Chaeyoung.
Selon l'enquête Gallup Corée, Tzuyu était la troisième idole la plus populaire parmi les jeunes coréens en 2016, derrière Taeyeon et IU.
En août 2024, JYP Entertainment annonce les débuts de Tzuyu en solo avec son premier mini-album intitulé AbouTzu,.

## Controverse
En novembre 2015, Tzuyu se retrouve au cœur d'une controverse politique, et médiatique après s'être présentée comme étant de nationalité taïwanaise et avoir brandi le drapeau taïwanais dans une émission de variétés coréenne. Des internautes chinois se sont indignés jugeant qu'elle participait à la propagande en faveur de l'indépendance de l'île.
Le scandale grossit au point que JYP Entertainment, l'agence de la chanteuse, intervient : le 15 janvier 2016, l'agence poste une vidéo sur sa chaîne Youtube dans laquelle Tzuyu s'excuse et dit : Il n'y a qu'une seule Chine, les deux rives du détroit ne font qu'un, et j'ai toujours été fière d'être Chinoise. Je m'excuse vivement auprès de mon agence et de mes amis internautes des deux côtés du détroit pour le mal que j'ai causé, et je me sens également très coupable.

## Discographie

### Mini-album (EP)
| Titre   | Détails | Classements | Classements | Classements | Classements | Ventes                                                                |
| Titre   | Détails | COR         | JAP         | FRA         | USA         | Ventes                                                                |
| ------- | --- | ----------- | ----------- | ----------- | ----------- | --------------------------------------------------------------------- |
| AbouTzu | - Date de sortie : 6 septembre 2024 - Labels : JYP Entertainment, Republic Records - Formats : CD, téléchargement numérique, streaming | 3           | 4           | 162         | 19          | - COR : plus de 426 000 - USA : plus de 23 000 - JAP : plus de 20 000 |

### Singles
| 2024                                                             | Run Away | — | 6 | AbouTzu |
| "—" signifie que le titre ne s'est pas classé dans cette région. |          |   |   |         |

### Crédits musicaux
| Année | Titre     | Artiste | Album        | Autre(s) crédit(s)          |
| ----- | --------- | ------- | ------------ | --------------------------- |
| 2019  | 21:29     | Twice   | Feel Special | Twice                       |
| 2022  | Celebrate | Twice   | Celebrate    | J. Y. Park, Twice et Co-sho |
| 2024  | Fly       | Tzuyu   | AbouTzu      | Aucun(s)                    |

## Filmographie

### Télé-réalité/Émissions de variétés
| Année | Titre                   | Chaîne | Rôle      | Note(s)               |
| ----- | ----------------------- | ------ | --------- | --------------------- |
| 2015  | Sixteen                 | Mnet   | Candidate |                       |
| 2016  | A Look at Myself        | KBS    | Invitée   | Épisodes 24, 25 et 26 |
| 2016  | The Girls Who Eats Well | JTBC   | Invitée   | [ 22 ]                |
| 2016  | Cool Kiz on the Block   | KBS2   | Invitée   | Épisode 174           |